# يو إس إس مونت هود (أيه إي-11)
يو إس إس مونت هود (أيه إي-11)، كانت السفينة الرائدة لفئتها من سفن الذخيرة [الإنجليزية] تتبع البحرية الأمريكية شاركت في الحرب العالمية الثانية. وكانت أول سفينة تحمل اسم مونت هود، وهو بركان ضمن سلسلة جبال كاسكيد في ولاية أوريغون الأمريكية. في 10 نوفمبر 1944، بعد وقت قصير من مغادرة 18 رجلاً من طاقمها لإجازة الشاطئ، قُتل باقي أفراد الطاقم عندما انفجرت السفينة في ميناء سيدلر [الإنجليزية] في جزيرة مانوس [الإنجليزية] في بابوا غينيا الجديدة. طُمست السفينة أثناء غرقها أيضاً وألحق انفجارها أضراراً جسيمة بنحو 22 سفينة صغيرة على مقربة منها.

## وصلات خارجية
- AE Sailors Association
- Selected documents relating to the loss of USS Mount Hood
- Photos from NHHC
- Roll of Honor
- Navy Board of Investigation Official Report